# Kroisbach (Graz)
Kroisbach ist eine Wohnsiedlung im Grazer Bezirk Mariatrost. Mariatrost befindet sich nordöstlich am Grazer Stadtrand und wird gerne als Erholungsort genutzt.
In Kroisbach befindet sich die römisch-katholische Maria Verkündigungskirche sowie die Freiwillige Feuerwehr Graz.